# Gabrielle Solis
Gabrielle Solis er en fiktiv person fra tv-serien Desperate Housewives, spillet af Eva Longoria Baston.
Gabrielle Solis er gift med den rige forretningsmand Carlos Solis, sammen har de to børn Juanita Solis og Celia Solis. De flyttede til Wisteria Lane i 2003, året før serien startede. Gabrielle Solis er veninde med Bree Van De Kamp, Lynette Scavo, Susan Mayer, Mrs McClusky og Renee Perry. Gabrielle Solis er eks top model fra New York men valgte at gifte sig og flytte til forstæderne. 